# Jorge Rodas
Jorge Alexander Rodas Hurtarte (Jalapa, 9 ottobre 1971) è un ex calciatore guatemalteco, di ruolo centrocampista.